# Die Wacht am Rhein

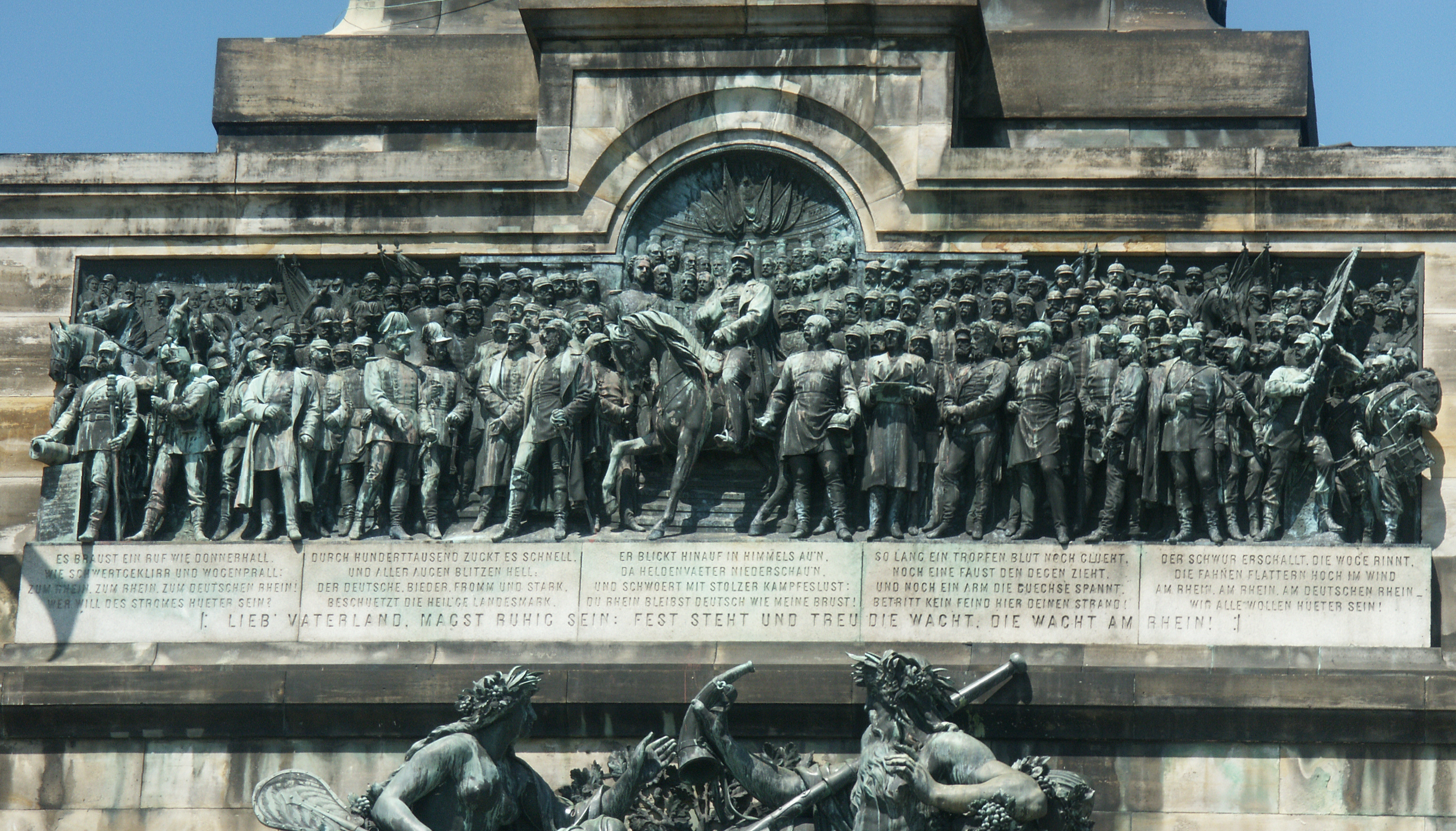
Niederwalddenkmal près de Rüdesheim am Rhein

Die Wacht am Rhein (La Garde au Rhin) est un chant ayant eu parmi le peuple allemand un statut non officiel d'hymne national. 

## Historique
Ecrit en 1840 par Max Schneckenburger, après la « crise du Rhin » provoquée par le second ministère Thiers, et mis en musique en 1854 par Karl Wilhelm. Il est chanté sous le Deuxième Reich puis sous la République de Weimar, jusqu'en 1922, date où le Deutschlandlied fut choisi comme hymne officiel.

## Paroles en allemand
Il ne s'agit pas d'une traduction littérale de la version d'origine, les couplets ne sont d'ailleurs ni dans le même ordre ni dans le même nombre.
1.
Es braust ein Ruf wie Donnerhall,
wie Schwertgeklirr und Wogenprall:
Zum Rhein, zum Rhein, zum deutschen Rhein!
Wer will des Stromes Hüter sein?
Refrain
Lieb Vaterland magst ruhig sein,
lieb Vaterland magst ruhig sein:
Fest steht und treu die Wacht,
die Wacht am Rhein!
Fest steht und treu die Wacht,
die Wacht am Rhein!
2.
Durch Hunderttausend zuckt es schnell,
und aller Augen blitzen hell;
der deutsche Jüngling, fromm und stark,
beschützt die heil'ge Landesmark.
Refrain
3.
Er blickt hinauf in Himmelsau'n,
da Heldenväter niederschau'n,
und schwört mit stolzer Kampfeslust:
Du Rhein bleibst deutsch wie meine Brust!
Refrain
4.
Solang ein Tropfen Blut noch glüht,
noch eine Faust den Degen zieht,
und noch ein Arm die Büchse spannt,
betritt kein Feind hier deinen Strand!
Refrain
5.
Der Schwur erschallt, die Woge rinnt
die Fahnen flattern hoch im Wind:
Am Rhein, am Rhein, am deutschen Rhein
wir alle wollen Hüter sein.
Refrain
Entre la 4e et la 5e strophe, ou entre la 3e et la 4e, plusieurs publications insèrent la strophe suivante dont l'existence est prouvée depuis 1870:
Und ob mein Herz im Tode bricht,
wirst du doch drum ein Welscher nicht.
Reich, wie an Wasser deine Flut,
ist Deutschland ja an Heldenblut!
Sur des cartes postales de l'époque de la Première Guerre mondiale, on trouve encore une 7e strophe:
So führe uns, du bist bewährt;
In Gottvertrau'n greif' zu dem Schwert,
Hoch Wilhelm! Nieder mit der Brut!
Und tilg' die Schmach mit Feindesblut!

## Traduction en français
1.
Un cri gronde comme un coup de tonnerre,
comme le bruit des épées et des vagues écumantes :
Au Rhin, au Rhin, au Rhin allemand !
Qui veut être le gardien du fleuve ?
Refrain
Chère patrie, sois calme,
chère patrie, sois calme :
Ferme et loyale est la garde,
la garde au Rhin !
Ferme et loyale est la garde,
la garde au Rhin!
2.
Un tressaillement frappe des centaines de milliers
et tous leurs yeux étincellent, clairs ;
le jouvenceau allemand pieux et fort
protège la sainte région frontalière.
Refrain
3.
Il regarde en haut en direction des nuées célestes,
d'où le contemplent ses héroïques ancêtres,
et s'engage d'une fièvre ardente au combat :
Ô Rhin, tu restes allemand comme mon sein!
Refrain
4.
Aussi longtemps que rougeoyera encore une goutte de sang,
qu'un poing brandira le glaive
et armera un fusil,
aucun ennemi ne foulera ta rive !
Refrain
5.
Le serment résonne, la vague coule,
les drapeaux flottent au vent :
Au Rhin, au Rhin, au Rhin allemand,
nous voulons tous en être les gardiens !
Refrain
Ajouté 1
Et même si mon cœur, par la mort, se retrouve brisé,
tu ne seras point roman.
Riche, comme ton flot est d'eau,
l'Allemagne est du sang des héros !
Ajouté 2
Mène-nous, tu es éprouvé ;
avec confiance en Dieu, saisis l'épée.
Gloire à Guillaume, à bas le couvain !
Élimine la honte par le sang de l'ennemi !

## Citations filmiques
- L'hymne est chanté par les gardiens allemands de la forteresse dans La Grande Illusion (1937) de Jean Renoir.
- Il est chanté par les soldats allemands dans Casablanca (1942).
- C'est l'hymne officiel du Quatrième Reich dans Iron Sky (2012).
- Il est chanté par les patriotes allemands réunis dans le café dans Frantz (2016).